# Simfonija br. 4 (Beethoven)
IV. simfonija u B-duru op.60 Ludwiga van Beethovena je za njegovog života bila vrlo omiljena simfonija, dok se danas ona mnogo rjeđe izvodi. 
Djelo je završeno u jesen 1806. godine, u vrijeme kad je Beethoven bio zaljubljen u Comtess Therese von Brunswick, i smatra se njegovom najromantičnijom simfonijom. Najpoznatiji je I. stavak, koje je kritičare oduševio. Ova je simfonija jedna od tri koja ima menuet (I. simfonija, a može se smatrati i VIII. simfonija u kojoj se nalazi "Tempo di menuetto". 
Praizvedba je bila u ožujku 1807. u dvorcu kneza Lobkowitza u Beču pod vodstvom Ludwig van Beethovena.